# 卡諾皮崖
84°0′S 160°0′E / 84.000°S 160.000°E
卡諾皮崖（英語：Canopy Cliffs）是南極洲的山崖，位於奧次地的佩萊蒂埃高原東南部，從阿爾蘇普山延伸至羅帕爾山，屬於毛德王后山脈的一部分，由新西蘭探險隊命名，現時由南極條約體系管理。